# Rivière aux Castors Noirs
Rivière aux Castors Noirs är ett vattendrag i Kanada.   Det ligger i provinsen Québec, i den sydöstra delen av landet, 400 km nordost om huvudstaden Ottawa.
I omgivningarna runt Rivière aux Castors Noirs växer i huvudsak blandskog. Trakten runt Rivière aux Castors Noirs är nära nog obefolkad, med mindre än två invånare per kvadratkilometer.